# Johann Lienhart
Johann „Hans“ Lienhart (Fehring, 17 juli 1960) is een Oostenrijks voormalig wielrenner die driemaal nationaal kampioen werd op de wegwedstrijd: in 1981 als amateur en in 1983 zowel bij de amateurs als bij de professionals. Hij won ook diverse etappes in de Ronde van Oostenrijk en nam drie keer deel aan de Olympische Zomerspelen: in Moskou (1980), Los Angeles (1980) en Seoul (1988).
In 1987 won Lienhart samen met Helmut Wechselberger, Bernhard Rassinger en Mario Traxl de bronzen medaille op het onderdeel ploegentijdrit op het WK in Villach.

## Belangrijkste overwinningen
1980
1 etappe en eindklassement Uniqa Classic
1981
 Oostenrijks kampioenschap, amateurs
etappe Ronde van Oostenrijk
1983
 Oostenrijks kampioenschap, amateurs en elite
etappe Ronde van Oostenrijk
1985
eindklassement Uniqa Classic
etappe Ronde van Oostenrijk
1987
eindklassement Uniqa Classic
Rundstreckenrennen Judendorf-Straßengel
etappe Ronde van Oostenrijk
 Wereldkampioenschap op de weg, ploegentijdrit, Amateurs (met Helmut Wechselberger, Mario Traxl en Bernhard Rassinger)
1988
etappe Ronde van Oostenrijk